# Kevin Cutler
Kevin Cutler (* 8. August 1968 in Los Angeles, Kalifornien) ist ein US-amerikanischer Schiedsrichter im Basketball, der seit dem Jahr 2009 in der NBA tätig ist. Er trägt die Uniform mit der Nummer 34.

## Karriere

### College-Basketball
Vor dem Einstieg in die NBA arbeitete er für sechs Jahre als College-Basketballschiedsrichter.

### National Basketball Association
Cutler begann im Jahr 2009 seine NBA-Schiedsrichterlaufbahn beim Spiel der Denver Nuggets gegen die Golden State Warriors.
Zuvor war er sechs Jahre als Schiedsrichter in der NBA G-League tätig.